# Хропов, Николай Алексеевич
Никола́й Алексе́евич Хро́пов (род. 14 декабря 1955, Неман, Калининградская область) — российский государственный и общественный деятель.
Глава Карасунского внутригородского округа г. Краснодара, в прошлом руководитель аппарата Полномочного представителя Президента РФ в Краснодарском крае (1997—1999) и заместитель начальника Управления ФСБ РФ по Краснодарскому краю (1999—2005 гг.).
Военнослужащий КГБ-ФСБ России. Полковник запаса ФСБ РФ. Свободно владеет немецким, английским и литовским языками.

## Биография
Родился 14 декабря 1955 года г. Неман, Калининградской области, РСФСР. Отец был полковником и председателем сельсовета, мать работала заведующей швейного отдела.
Предки со стороны отца были иконописцами, мещанами и духовниками, по матери из дворян Рязанской, Тульской, Московской и Могилёвской губерний.
Детство и юность прожил на Кубани в Лабинском районе.

### Образование
Имеет высшее образование:
1978 г.- Запорожский машиностроительный институт (инженер-механик);
1997 г. — Российская академия государственной службы при Президенте РФ (повышение квалификации);
2005 г. — Краснодарская академия Министерства внутренних дел Российской Федерации (юрист).

### Карьера
1978—1986 гг. работал на различных должностях Алма-Атинского завода тяжелого машиностроения.
1980—1982 гг. служба в рядах Вооруженных сил СССР.
1986—2005 гг. военнослужащий КГБ-ФСБ России. Полковник запаса ФСБ РФ:
1995—1997 гг. работал в администрации Краснодарского края (заместителем начальника отдела, заместителем начальника управления, 1-м заместителем генерального директора департамента экономической безопасности и внешнеэкономических связей);
1997—1999 гг. — руководитель аппарата Полномочного представителя Президента РФ в Краснодарском крае;
1999—2005 гг. — заместитель начальника Управления ФСБ РФ по Краснодарскому краю;
С января 2006 года работает в администрации муниципального образования город Краснодар:
2006—2007 гг. начальник управления по взаимодействию с правоохранительными органами;
2007 г. по настоящее время в должности главы администрации Карасунского внутригородского округа города Краснодара.

## Награды и премии
В 2011 году решением городской Думы Краснодара награждён памятной медалью «За заслуги».
Имеет государственные и ведомственные награды, награждён медалью «За выдающийся вклад в развитие Кубани» I—II степеней, лауреат премии им. Ю. В. Андропова в области обеспечения безопасности РФ.

## Семья
Женат, имеет двух дочерей и двух внучек.